# Periscepsia flavisquamis
Periscepsia flavisquamis là một loài ruồi trong họ Tachinidae.